# Marburger Beiträge zur Antiken Handels-, Wirtschafts- und Sozialgeschichte
Die Marburger Beiträge zur Antiken Handels-, Wirtschafts- und Sozialgeschichte, vormals Münstersche Beiträge zur Antiken Handelsgeschichte (MBAH) sind eine seit 1982 jährlich in zwei Heften publizierte Fachzeitschrift.
Die MBAH widmen sich allen Aspekten der Handelsgeschichte in der Antike sowie deren Voraussetzungen. Zeitlich werden Beiträge zu Themen veröffentlicht, die von der griechischen Frühzeit bis etwa ins 7. Jahrhundert reichen können. Doch werden auch die Handelsbeziehungen des griechisch-römischen Kulturkreises zu anderen Völkern des Altertums behandelt. Die MBAH beschränken sich nicht auf eine bestimmte Quellengattung und somit auf ein bestimmtes Teilgebiet der Altertumswissenschaften, sondern stehen bei der Nutzung von literarischen, papyrologischen, epigrafischen, numismatischen und archäologischen Quellen allen Teilgebieten und deren interdisziplinärer Nutzung offen. Auch die Erstpublikation von derartigen Quellen ist vorgesehen. In dieser Form leistet die Zeitschrift Pionierarbeit in ihrem Fachgebiet.
Herausgegeben wurden die Münsterschen Beiträge zur Antiken Handelsgeschichte zunächst von Hans-Joachim Drexhage, der damals am Seminar für Alte Geschichte der Universität Münster tätig war. Nachdem Drexhage bereits 1994 an die Philipps-Universität Marburg gewechselt war, wurde die Zeitschrift mit der Ausgabe 2009 in Marburger Beiträge zur Antiken Handels-, Wirtschafts- und Sozialgeschichte umbenannt. Drexhage gab die Zeitschrift bis zum 2015 erschienenen Band 33 heraus, seit 2004 mit Kai Ruffing als Mitherausgeber. Zudem erweitern seit 2009 Robert Rollinger und Christoph Schäfer das Herausgebergremium, später auch noch Torsten Mattern, Sven Günther und seit 2022 Kerstin Droß-Krüpe und Patrick Reinard. Damit verbunden war die Zusammenlegung mit der ähnlich gelagerten und von Hans-Joachim Drexhage und Julia Sünskes Thompson betreuten Zeitschrift Laverna.
Publikationssprache ist zumeist Deutsch, doch sind auch alle anderen gängigen Wissenschaftssprachen möglich, in erster Linie sind dies Englisch, Französisch, Italienisch und Spanisch. Die Zeitschrift erschien zunächst im Scripta Mercaturae Verlag in St. Katharinen, der 1967 gegründet und 1977 von Harald Winkel übernommen wurde, und seit 2008 im Verlag Marie Leidorf in Rahden. Neben Aufsätzen erscheinen auch Rezensionen in den MBAH.